# Harrison, Tennessee
Harrison är en ort i Hamilton County i delstaten Tennessee, USA.